# Espéranto-France
Pour les articles homonymes, voir UFE.
Espéranto-France (jusqu'en 2000 Union française pour l'espéranto, ou Unuiĝo Franca por Esperanto en espéranto) est la branche française de l'Association mondiale d'espéranto. Elle a pour but principal de promouvoir en France l'enseignement et l'utilisation de l'espéranto.

## Histoire
La Société pour la propagation de l'espéranto (SPPE) est créée en 1898 sur l’initiative de Louis de Beaufront.
Elle devient en 1903 la Société française pour la propagation de l'espéranto (SFPE). Elle organisera en 1905 le premier congrès mondial d’espéranto à Boulogne-sur-Mer. L'espéranto est en plein essor et la publication de nombreux ouvrages chez Hachette notamment en permet l'expansion. L'association souffre alors pendant quelques années de querelles internes et subit le contrecoup de la crise de l'ido. Cependant, avec l'arrivée du nouveau président Théophile Cart depuis 1908, la création de la revue Franca Esperantisto et le Congrès de Lyon en 1911, l'association continue à prospérer. Elle prépare le dixième congrès mondial qui doit se tenir à Paris du 2 au 10 août 1914. Mais le déclenchement de la Première Guerre mondiale contraindra les organisateurs à annoncer l'annulation du congrès lors de sa séance inaugurale au Gaumont Palace, alors qu'une grande partie des 3 739 congressistes se retrouvent bloqués un peu partout en Europe en raison du chaos régnant dans les moyens de transports à la suite du déclenchement des hostilités.
Entre les deux guerres l'association se développe de nouveau grâce à la radio et à l'autorisation d'enseigner la langue internationale dans les écoles.
En 1945 l'association se réforme sous le nom de Union Française pour l'Espéranto (UFE), en espéranto : Unuiĝo Franca por Esperanto.
En juin 2000, elle prend le nom d’Espéranto-France.

## Associations adhérentes

### Fédérations régionales
Dès 1907, des groupes espérantistes se rassemblent par fédérations régionales, la première étant celle de Bourgogne, le 21 juillet 1907. Il y en avait déjà neuf autres en 1910 : Paris, Nord, Provence, Centre-Ouest, Rhône, Aube, Normandie, Ouest, et jeunes.
Les fédérations régionales actuelles sont :
- Fédération Espéranto Auvergne
- Fédération Espéranto Bourgogne-Franche-Comté
- Fédération Espéranto Bretagne
- Fédération Espéranto Centre-Ouest
- Fédération Espéranto France-Est
- Fédération Espéranto Hauts-de-France
- Fédération Espéranto Occitanie
- Fédération Espéranto Paris Île-de-France
- Fédération Espéranto Poitou-Charentes
- Fédération Espéranto Provence

### Associations spécialisées
- Espéranto-Jeunes, section française de l'Organisation mondiale des jeunes espérantophones
- Groupement des enseignants espérantophones, section française de la Ligue internationale des enseignants d'espéranto
- Fédération espérantiste du travail
- Association française des catholiques espérantophones, section française de l'Union internationale des espérantistes catholiques

## Activités

### Enseignement de l'espéranto
Espéranto-France coordonne l'enseignement de l'espéranto en France.

### Service librairie
Espéranto-France dispose d'une boutique et d'un catalogue en ligne. L'association édite également des ouvrages et du matériel d'information.

### Revue
L'association édite le trimestriel Le Monde de l'espéranto.

### Campagne pour l'espéranto au bac
En avril 2011, lors de la rencontre d'espéranto IREM 2011 à Sète, les associations Espéranto-France et SAT-Amikaro ont lancé conjointement une action de pétition visant à l'ajout de l'espéranto parmi la liste des langues à option au baccalauréat.
Le 12 avril 2017, la directrice générale de l’enseignement scolaire précise par une lettre qu’« il est tout à fait possible d’entreprendre, dans les établissements où l’enseignement de l’espéranto pourrait se développer, une démarche expérimentale à l’échelle locale ».

## Congrès
Tous les ans, Espéranto-France organise un congrès national, auquel sont invitées ses associations partenaires : Espéranto-Jeunes (JEFO), Groupe des enseignants d'espéranto (GEE), Fédération des catholiques espérantophones (FKEA), Fédération espérantiste du travail (FET). De temps à autre, le congrès prend la forme d'une rencontre inter-associative avec d'autres associations espérantophones, notamment SAT-Amikaro et l'association française des cheminots espérantophones (AFCE). La liste des différents congrès organisés en France et une carte sont présentes ci-dessous :

### Liste
- 1898-1910 : treize rencontres du conseil d’administration
- 1911 : 14e congrès à Lyon, premier vrai congrès national
- 1912 : 15e congrès à Paris
- 1913 : 16e congrès à Toulouse
- 1914-1919 : pas de congrès du fait de la Première Guerre mondiale
- 1920 : 17e congrès à Paris
- 1921 : 18e congrès à Orléans
- 1922 : 19e congrès à Paris
- 1923 : 20e congrès à Limoges
- 1924 : 21e congrès à Strasbourg
- 1925 : 22e congrès à Clermont-Ferrand
- 1926 : 23e congrès à Paris
- 1927 : 24e congrès à Thiers
- 1928 : 25e congrès à Lyon
- 1929 : 26e congrès à Nancy
- 1930 : 27e congrès au Havre
- 1931 : 28e congrès à Dijon
- 1932 : 29e congrès à Paris, pendant le 24e congrès mondial d'espéranto
- 1933 : 30e congrès à Orléans
- 1934 : 31e congrès à Bordeaux[5]
- 1935 : 32e congrès à Arras
- 1936 : 33e congrès à Limoges
- 1937 : 34e congrès à Paris (lors de la conférence « L’espéranto dans la vie moderne »)
- 1938 : 35e congrès à Romans
- 1939 : 36e congrès à Chalons-sur-Marne[6]
- 1940 : 37e congrès à Paris
- 1941-1945 : pas de congrès du fait de la Seconde Guerre mondiale
- 1946 : 38e congrès à Lyon
- 1947 : 39e congrès à Versailles
- 1948 : 40e congrès à Paris
- 1949 : 41e congrès à Vichy[7]
- 1950 : 42e congrès à Angers
- 1951 : 43e congrès à Lyon[8],[7]
- 1952 : 44e congrès au Mans
- 1953 : 45e congrès à Auxerre[7])
- 1954 : 46e congrès à Strasbourg
- 1955 : 47e congrès à Arras
- 1956 : 48e congrès à Marseille
- 1957 : 49e congrès à Marseille, pendant le 42e congrès mondial d'espéranto
- 1958 : 50e congrès à Bordeaux
- 1959 : 51e congrès à Tours
- 1960 : 52e congrès à Montélimar
- 1961 : 53e congrès à Épernay
- 1962 : 54e congrès à Baugé[9]
- 1963 : 55e congrès à Perpignan[10]
- 1964 : 56e congrès à Paris[11]
- 1965 : 57e congrès au Havre
- 1966 : 58e congrès à Agen
- 1967 : 59e congrès à Calais
- 1968 : 60e congrès à Aix-en-Provence
- 1969 : 61e congrès à Strasbourg, premier congrès franco-allemand
- 1970 : 62e congrès à Monte-Carlo
- 1971 : 63e congrès à Lyon
- 1972 : 64e congrès à Nantes
- 1973 : 65e congrès à Luxembourg, pendant le congrès européen
- 1974 : 66e congrès à Saint-Étienne
- 1975 : 67e congrès à Tours
- 1976 : 68e congrès à La Grande-Motte
- 1977 : 69e congrès à Grenoble[12]
- 1978 : 70e congrès à Clermont-Ferrand
- 1979 : 71e congrès à Lille
- 1980 : 72e congrès à Paris
- 1981 : 73e congrès à Perpignan
- 1982 : 74e congrès à Orléans
- 1983 : 75e congrès à Romans-sur-Isère
- 1984 : 76e congrès à Bourges
- 1985 : 77e congrès à Angers
- 1986 : 78e congrès à Gérardmer
- 1987 : 79e congrès à Roquebrune-la-Gaillarde
- 1988 : 80e congrès à Rouen
- 1989 : 81e congrès à Vichy
- 1990 : 82e congrès à Blois
- 1991 : 83e congrès à Boulogne-sur-Mer
- 1992 : 84e congrès à Vérone, pendant le congrès européen
- 1993 : 85e congrès à Pau
- 1994 : 86e congrès à Agde[13]
- 1995 : 87e congrès à Paris
- 1996 : 88e congrès à Lyon-Villeurbanne
- 1997 : 89e congrès à Stuttgart, rencontre de membres
- 1998 : 90e congrès à Aîme, rencontre de membres
- 1999 : 91e congrès à Fournols[14]
- 2000 : Simple réunion du CA
- 2001 : Limoges
- 2002 : Strasbourg
- 2003 : Baugé, maison culturelle de l'espéranto (Château de Grésillon)
- 2004 : La Roque-d'Anthéron
- 2005 : Boulogne-sur-Mer[15], rencontre inter-associative avec le soutien de la fédération Espéranto-Nord
- 2006 : Rennes[16]
- 2007 : Bourg-en-Bresse
- 2008 : Martigues
- 2009 : Troyes[17]
- 2010 : Kaiserslautern[18] (Allemagne) en partenariat avec l'association allemande d'espéranto
- 2011 : Sète[19], rencontre inter-associative d'espéranto sur la Méditerranée (IREM)
- 2012 : Saint-Aignan-de-Grand-Lieu
- 2013 : Artigues, congrès commun avec l'association mondiale des cheminots espérantophones
- 2014 : Chambéry[20]
- 2015 : pas de congrès (100e congrès mondial d'espéranto à Lille)
- 2016 : Marseille
- 2017 : Mandres-les-Roses, organisé par la fédération Espéranto Paris Île-de-France
- 2018 : Deux-Ponts (Zweibrücken, Allemagne), co-organisé avec l’association allemande d'espéranto et l’association luxembourgeoise d'espéranto
- 2019 : Douvres, co-organisé avec l’association britannique d'espéranto
- 2022 : Trelissac
- 2023 : Lyon
- 2024 : Strasbourg avec Congrès européen d'espéranto

### Localisation
| Agde · Agen · Aix-en-Provence · Angers · Arras · Artigues-près-Bordeaux · Auxerre · Baugé · Blois · Bordeaux · Boulogne-sur-Mer · Bourg-en-Bresse · Bourges · Calais · Châlons-en-Champagne · Chambéry · Clermont-Ferrand · Deux-Ponts · Dijon · Douvres · Épernay · Fournols · Gérardmer · La Grande-Motte · Grenoble · Le Havre · Kaiserslautern · Lille · Limoges · Lyon · Luxembourg · Mandres-les-Roses · Le Mans · Marseille · Martigues · Monte-Carlo · Montélimar · Nancy · Nantes · Orléans · Paris · Pau · Perpignan · Rennes · La Roque-d'Anthéron · Romans-sur-Isère · Rouen · Saint-Aignan-Grandlieu · Saint-Étienne · Sète · Strasbourg · Stuttgart · Thiers (Puy-de-Dôme) · Toulouse · Tours · Troyes · Versailles · Vichy · Villeurbanne |

## Administration

### Conseil d’administration
Espéranto-France est administré par un conseil d'administration composé de 16 représentants élus directement par les membres individuels et de représentants des associations adhérentes dont les fédérations régionales.

### Bureau
Le conseil d'administration élit en son sein un bureau chargé de l'administration courante de l'association. Depuis le 13 septembre 2020, le bureau se compose de :
- Bruno Flochon, président ;
- Maurice Juy, vice-président ;
- Jean-Lucien Mazeau, trésorier ;
- Armand Salek, vice-trésorier ;
- Emmanuelle Richard, secrétaire ;
- Eric Streichemberger, vice-secrétaire ;
- Alexandre André, membre du bureau chargé de la communication ;
- Xavier Godivier, membre du bureau chargé de la communication.

### Anciens présidents
Société pour la propagation de l'espéranto (de 1898 à 1903)
- 1898–1908 : Louis de Beaufront

Société française pour la propagation de l'espéranto (de 1903 à 1945)
- 1908–1911 : Théophile Cart
- 1911–1923 : Maurice Rollet de l'Isle
- 1923–1926 : Daniel Eyquem (eo)
- 1926–1945 : Ernest Archdeacon

Union espérantiste française (de 1945 à 1962)
- 1945–1946 : Jean Couteaux (eo)
- 1946–1947 : Pierre Petit (eo)
- 1948–1951 : Georges Warnier (eo)
- 1951–1957 : Henri Philippe
- 1957–1967 : Renat Llech-Walter

Union française pour l'espéranto (de 1962 à 2000)
- 1967–1974 : André Albault
- 1974–1975 : Jean Guillaume (eo)
- 1975–1979 : Hervé Gonin (eo)
- 1979–1985 : Jean-Louis Texier (eo)
- 1986–1994 : Renée Triolle (eo)
- 1994–2001 : Claude Nourmont (eo)

Espéranto-France (à partir de 2000)
- 2002–2004 : Claude Longue-Épée (eo)
- 2005–2008 : Bruno Flochon (eo)
- 2008–2009 : Xavier Dewidehem (eo)
- 2009–2010 : Aleks Kadar (eo)
- 2010–2011 : Xavier Dewidehem
- 2011–2015 : Axel Rousseau (eo)
- 2015–2017 : Aleks Kadar
- 2017–2019 : Axel Rousseau
- 2019–2020 : Didier Loison (eo)
- Depuis 2020 : Bruno Flochon